# This Machine
| Recensione | Giudizio |
| ---------- | -------- |
| AllMusic   |          |

This Machine è l'ottavo album discografico in studio del gruppo musicale statunitense The Dandy Warhols, pubblicato nel 2012.

## Tracce
1. Sad Vacation – 4:27 (Brent DeBoer, Courtney Taylor-Taylor)
2. The Autumn Carnival – 4:00 (Taylor-Taylor, David J)
3. Enjoy Yourself – 3:01 (Taylor-Taylor)
4. Alternative Power to the People – 2:45 (DeBoer, Taylor-Taylor)
5. Well They're Gone – 4:15 (Taylor-Taylor)
6. Rest Your Head – 4:12 (Taylor-Taylor, Miles Zuniga)
7. 16 Tons (Merle Travis cover) – 2:08 (Merle Travis)
8. I Am Free – 4:07 (Taylor-Taylor)
9. Seti vs. the Wow! Signal – 3:17 (Taylor-Taylor)
10. Don't Shoot She Cried – 5:53 (DeBoer, Zia McCabe)
11. Slide – 4:57 (DeBoer)

iTunes bonus tracks
1. Kiss Off (Violent Femmes cover) – 2:51 (Gordon Gano)

## Formazione
- Courtney Taylor-Taylor - voce, chitarra
- Peter Holmström - chitarra, cori
- Zia McCabe - tastiere
- Brent DeBoer - batteria, percussioni, cori